# Moussa Arafat
Moussa Arafat al-Qudwa (en arabe : موسى عرفات ; décédé le 7 septembre 2005) était cousin avec le leader éminent du mouvement palestinien, Yasser Arafat. ⁣Il s'illustra en tant que l'un des cofondateurs du Fatah, et s'érigea en tant que haut responsable au sein de l'organe dirigeant du Fatah, le Conseil révolutionnaire.

## Carrière
Moussa Arafat exerça la fonction de responsable des services de renseignement militaire au cours des années 1990. En 2004, il accéda à la position de chef de la branche de la Sûreté générale située dans la bande de Gaza. En juillet de la même année, Arafat fut désigné à la tête des services de sécurité palestiniens, englobant tant la Cisjordanie que la bande de Gaza. Il convient de souligner que cette nomination, conjuguée à des allégations de corruption touchant la famille d'Arafat, suscita en partie un conflit armé d'envergure dans les rues de Gaza. Cet affrontement opposa les "militants" palestiniens affiliés à la Brigade des martyrs d'Al-Aqsa et les combattants loyaux au président Arafat, tous deux affiliés au mouvement Fatah.
Consécutivement à ce conflit, Yasser Arafat procéda à une réorganisation substantielle de la structure de sécurité opérant dans la bande de Gaza. Dans ce contexte, il installa Abdel-Razek al-Majaideh dans la nouvelle fonction de directeur général de la sécurité, supplantant ainsi Moussa Arafat.
Au mois d'avril 2005, Moussa Arafat a été déchargé de ses attributions en qualité de chef de la sécurité. Toutefois, il a par la suite été désigné en tant que conseiller aux affaires militaires avec rang ministériel.
En anticipation du projet du Premier ministre israélien Ariel Sharon de retirer les forces armées et les colons israéliens du territoire occupé d'ici à la fin de l'année 2005, une confrontation pour l'ascendant politique s'est enflammée dans les régions de Gaza et de la Cisjordanie. Cette querelle de pouvoir opposait des factions palestiniennes rivales.
En 2003, Yasser Arafat échappa de justesse à des blessures graves lors d'une explosion qui se produisit dans son bureau, et qu'il attribua aux tirs de roquettes effectués, selon ses dires, par des opposants palestiniens. En octobre 2004, une tentative d'attentat visant Moussa Arafat et un haut dignitaire de la sécurité opérant dans la bande de Gaza eut lieu, à l'explosion d'une voiture piégée au sein de leur convoi. L'armée israélienne nia catégoriquement toute implication dans ces incidents.

## Mort dans un raid militant
Le 7 septembre 2005, peu avant 5 heures du matin, un groupe de dizaines d'hommes armés portant des masques, dont l'effectif est estimé entre 80 et 100 individus, a investi la résidence de Moussa Arafat à Gaza. Ces assaillants étaient équipés de fusils d'assaut et de lance-roquettes, et ils ont engagé un échange de tirs avec Moussa Arafat. Par la suite, ils l'ont extirpé de la maison de force, et il fut ultérieurement abattu.
Bien que la résidence de Moussa Arafat se situait à proximité d'un quartier général des forces de sécurité, et à une distance de 300 à 400 mètres de la résidence du président de l'Autorité palestinienne, Mahmoud Abbas, les médias ont r que la police n'est intervenue sur les lieux que deux heures après l'incident, à sept heures du matin.

## Suite de l'assassinat de Moussa Arafat
Mohammed Abdel Al, qui officiait comme porte-parole des Comités de résistance populaire (PRC), une organisation militante, a assumé la responsabilité de l'assassinat de Moussa Arafat. Il a justifié cet acte en arguant qu'il avait éliminé Arafat pour le sanctionner, en raison de sa présumée implication dans des affaires de corruption, alors que les forces de sécurité palestiniennes n'avaient pas pris de mesures à son encontre. Le PRC est principalement constitué d'individus qui ont autrefois été affiliés au mouvement Fatah et qui ont porté des accusations de corruption à l'encontre des dirigeants palestiniens. Mahmoud Abbas s'est engagé à poursuivre la recherche des auteurs de l'assassinat de Moussa Arafat. Cependant, jusqu'à présent, aucune avancée significative n'a été accomplie dans cette affaire. Les principaux suspects dans cette affaire sont des groupes palestiniens.
Le fils aîné de Moussa Arafat, Manhal, ainsi que trois de ses gardes du corps, furent pris en otage par les assaillants qui avaient perpétré l'assassinat de Moussa Arafat. Les gardes du corps furent rapidement libérés, mais Manhal demeura détenu pendant une journée avant d'être remis à une délégation représentant le gouvernement égyptien à Gaza.